# Dorothy Liddell
Dorothy Mary Liddell, MBE (* 1890 in Benwell, Northumberland; † 1938 in Basingstoke, Hampshire) war eine englische Archäologin und Mentorin für Mary Leakey und Mary Eily de Putron.

## Leben
Dorothy Mary Liddell wurde als Tochter von Emily Catherine Berry und ihrem Mann John Liddell geboren. Sie war eines von drei Jungen und drei Mädchen des Paares. Ihr Vater war ein wohlhabender Direktor der North British and Mercantile Insurance Company und Friedensrichter zunächst für Northumberland und später für Basingstoke. Im Jahr 1904 zog die Familie nach Sydmonton Cork in der Nähe von Newbury und im Jahr 1908 nach Sherfield Manor in Basingstoke. Die Familie war philanthropisch und engagierte sich in ihrer Gemeinde, wo immer sie lebte. Liddell war bei ihrer Familie als Dolly und Tabitha bekannt. Tabitha war eine Figur, die sie gespielt hatte, um die rekonvaleszenten Soldaten zu unterhalten, die in Sherfield Manor wohnten, als es während des Ersten Weltkriegs als Krankenhaus genutzt wurde. Liddell war Krankenschwester in diesem Krankenhaus, und nach dem Kriegstod ihres Bruders Aidan, der mit dem Victoria-Kreuz ausgezeichnet worden war, und der Schließung des Krankenhauses schloss sie sich dem Roten Kreuz in De Panne an und arbeitete dort bis zum Ende des Krieges. Für ihren Dienst wurde sie mit dem Order of the British Empire ausgezeichnet.
Liddell wuchs mit der für die damalige Zeit typischen Erziehung auf, die von Gouvernanten und Hauslehrern erteilt wurde. Sie konnte gut Geige spielen und wurde als Debütantin bei Hofe vorgestellt. Obwohl sie eine später bedeutende Archäologin wurde, hatte sie in diesem Feld keine formale Ausbildung. 1929 wurde Liddell von der Devon Archaeological Society angestellt, um Feldforschung zu betreiben. Die 1928 gegründete Gesellschaft hoffte, die alten Geheimnisse von Dartmoor und Exmoor zu lüften. Diese beiden Gebiete in Devon, die von sanften Hügeln und ausgedehnten Graslandschaften geprägt sind, waren Schauplatz antiker menschlicher Aktivitäten und reif für Ausgrabungen, als Liddell dort tätig wurde. Im Jahr 1929 entdeckte Liddell in Windmill Hill, Avebury, verzierte Keramik von vermutlich um 3500 v. Chr. Liddells Ausgrabung der verzierten Töpferwaren war nicht nur ein Hinweis auf eine frühe Kultur an diesem Ort, sondern wohl auch auf die Fähigkeiten und die Intelligenz der Menschen. Neben der Keramik befand sich ein kleiner Vogelknochen, von dem sie annahm, dass er als Griffel für die Verzierung dienen könnte, was auf einen komplexen Werkzeuggebrauch schließen lässt.
Liddell entdeckte Mary Leakey und arbeitete zunächst drei Sommer lang mit ihr zusammen und bildete sie später vier Jahre lang aus. Gemeinsam arbeiteten sie an der Fundstelle Hembury Fort in Devon, wo Liddell einen gerahmten Eingang freilegte, der zu einer durch ein Feuer zerstörten Anlage führte. Sie entdeckte auch weitere Keramik, die zu anderen Orten wie Fort Harrouard in Frankreich und anderen eisenzeitlichen Stätten passte.
Im Jahr vor ihrem frühen Tod 1938 arbeitete sie noch an der Ausgrabung in Choseley Farm, nahe Odiham in Hampshire.
Ihre Arbeit wird auch heute noch in weiterführenden Studien über die Ausgrabungen zitiert. Alexander Keiller hielt bei der Eröffnung des Alexander Keiller Museum in Avebury kurz nach Liddells Tod eine Rede, in der er ihr dankte und das Museum als eine Hommage an ihre Arbeit bezeichnete.
Liddell wurde bei ihren Eltern und ihrem Bruder in der Nähe der Church of the Holy Ghost in Basingstoke beigesetzt.

## Veröffentlichungen
- Report on the excavations at Hembury, Devon. In: Proceedings of the Devon Archaeological Exploration Society. Band 1, 1930, S. 1–24.
- Report of the excavations at Hembury fort, Devon. In: Proceedings of the Devon Archaeological Exploration Society. Band 1, 1931, S. 90–120.
- A Roman House at Lodge Farm, North Warnborough, Hants. In: Proceedings of the Hampshire Field Club and Archaeological Society. Band 10, iii, 1931, S. 225–36.
- Notes on Two Excavations in Hampshire. In: Proceedings of the Hampshire Field Club and Archaeological Society. Band 10, 1931, S. 224–36.
- Report on the excavations at Hembury fort. In: Proceedings of the Devon Archaeological Exploration Society. Band 1, 1932, S. 162–90.
- Excavations on Meon Hill. In: Proceedings of the Hampshire Field Club and Archaeological Society. Band 12, 1933, S. 127–62.
- Report on the excavations at Hembury fort (1934 and 1935). In: Proceedings of the Devon Archaeological Exploration Society. Band 2, 1935, S. 135–75.
- Report of the Hampshire Field Club’s Excavation at Meon Hill. In: Proceedings of the Hampshire Field Club and Archaeological Society. Band 13, 1935, S. 7–54.